# دولت أباد (فسا)
دولت أباد (بالفارسية: دولت‌آباد) هي منطقة سكنية تقع في Now Bandegan District في إيران. يقدر عدد سكانها بـ 59 نسمة .